# Focke-Wulf Fw 187
Focke-Wulf Fw 187 — німецький важкий винищувач компанії Focke-Wulf періоду Другої світової війни.

## Історія

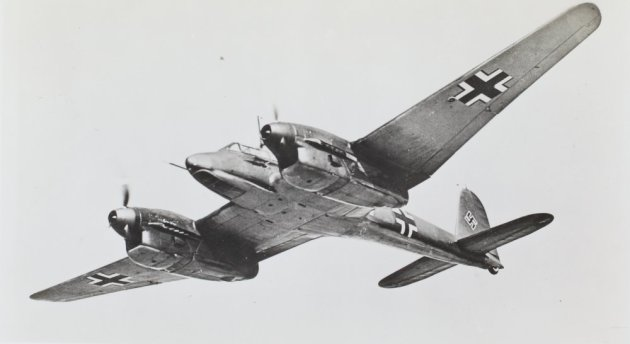
Focke-Wulf Fw 187

Розробку одномісного винищувача зі швидкістю 500 км/год розпочали 1936, перший політ прототипу Fw 187 V1 відбувся влітку 1937. Він розвинув швидкість на 60 км більшу за Messerschmitt Bf 109В2 (520 км/год), але два мотори для винищувача не сприйняли у ІМА. Згодом ІМА розробило концепцію літака-руйнівника (нім. Zerstörer) з двома моторами, 3 членами екіпажу, озброєного ще бомбами. Прототип Fw 187 V6 з моторами DB 600A розвинув 627 км/год.
На 1939 появився конкурент Messerschmitt Bf 110 і ІМА замовило три передсерійні Fw 187 A-0, що використовувались для приватних потреб компанії. Зимою 1940/41 їх розмістили в Норвегії, де їх замінили Bf 110. На основі досвіду будівництва Fw 187 розробили Focke-Wulf Ta 154.
Літак отримав цільнометалеву конструкцію. Шасі закривалось на 2/3.